# ジェイムズ・ロバート・ベイカー
ジェームス・ロバート・ベイカー（James Robert Baker, 1947年10月18日 - 1997年11月5日）は、アメリカ合衆国の作家。
カリフォルニア大学ロサンゼルス校でSamuel Goldwyn Writing Awardsを受賞する。卒業後に映画の脚本を書くが、幻滅し、小説を書き始める。

## 著作
- Adrenaline
- Fuel-Injected Dreams
- Boy Wonder
- Tim and Pete
- Right Wing
- Testosterone
- Anarchy